# 1929年の政治
1929年の政治（1929ねんのせいじ）では、1929年（昭和4年）の政治分野に関する出来事について記述する。

## できごと

### 1月
- 1月17日 - 労農大衆党結成。委員長に水谷長三郎。
- 1月25日 - 中野正剛衆議院議員（立憲民政党）、衆議院で張作霖爆殺事件（満洲某重大事件）を追及。
- 1月31日
  - 衆議院、張作霖爆殺事件（満洲某重大事件）真相発表決議案を否決。
  - トロツキーがソビエト連邦を国外追放される。

### 2月
- 2月21日 - イタリアとローマ教皇庁との間にラテラノ条約締結。バチカン市国成立。

### 3月
- 3月5日

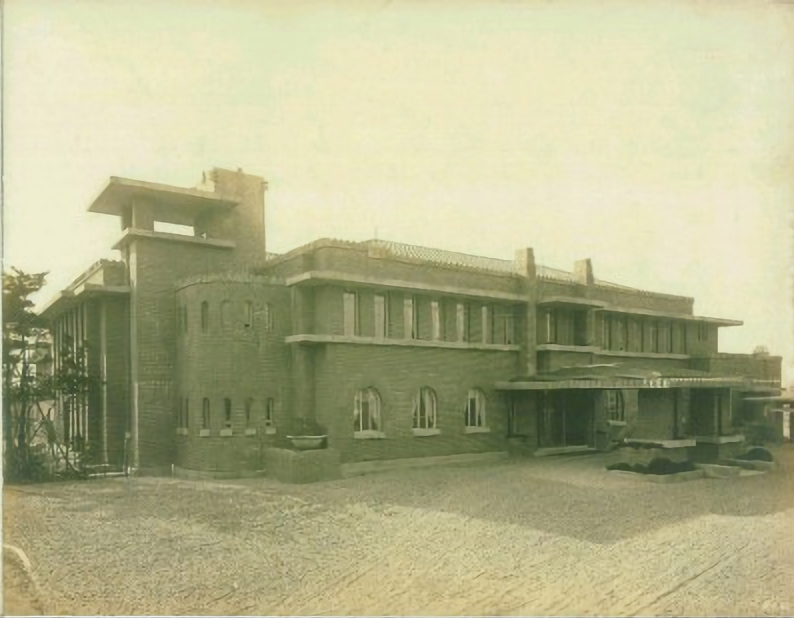
首相官邸竣工。

  - 山本宣治衆議院議員（旧労働農民党）、右翼に刺殺される。
  - 衆議院、治安維持法改正緊急勅令を以後承認。
- 3月18日 - 首相官邸（現在の首相公邸）竣工。
- 3月28日 - 糸価安定融資補償法、国宝保存法公布。

### 4月
- 4月2日 - 救護法公布（昭和7年1月1日施行）。
- 4月12日 - 資源調査法公布。
- 4月16日 - 日本共産党（第二次共産党）に対する一斉検挙（四・一六事件）。

### 6月
- 6月1日 - 中国南京での孫文慰霊祭に犬養毅、頭山満が国賓待遇で参列。
- 6月3日 - 日本政府、中華民国国民政府を承認。
- 6月10日 - 拓務省設置。初代拓相は田中首相の兼摂。
- 6月24日 - 朝鮮疑獄事件発覚。
- 6月26日 - 枢密院、不戦条約に関する留保宣言つき批准案可決。

### 7月
- 7月1日
  - 張作霖爆殺事件（満洲某重大事件）の責任者発表。河本大作陸軍大佐定職。
  - 昭和天皇、田中義一首相を叱責。
  - 改正工場法施行。婦人及び少年の深夜業が禁止される。

- 7月2日
  - 田中首相、辞表捧呈。田中内閣総辞職。

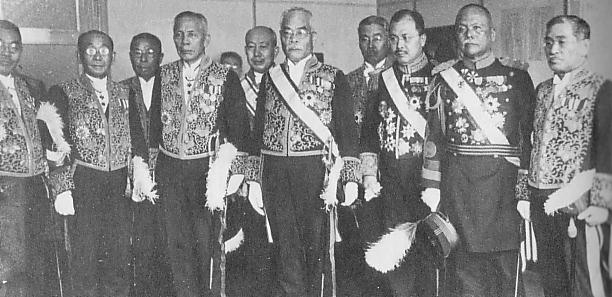
濱口雄幸民政党内閣成立。

  - 浜口雄幸民政党総裁に大命降下。濱口内閣成立。
- 7月5日 - 床次竹二郎、政友会に復党。新党倶楽部、政友会に合同。
- 7月9日 - 濱口内閣、軍縮、財政整理緊縮、金解禁断行等、10大政策を発表。
- 7月19日 - 社会政策審議会設置。
- 7月24日 - 日本が「戦争抛棄ニ関スル条約」（不戦条約）を批准。
- 7月29日 - 閣議、9100万円減の緊縮実行予算（当初予算の5パーセント減）を決定。

### 8月
- 8月15日
  - 北海道鉄道疑獄事件発覚。
  - エルサレムで、ユダヤ人とアラブ人が対決する、嘆きの壁事件勃発。
- 8月25日 - 越後鉄道疑獄事件（私鉄疑獄）発覚。
- 8月28日 - 濱口首相、ラジオで不況克服を「全国民に誓う」と放送（首相によるはじめてのラジオ放送）。
- 8月29日 - 売勲疑獄発覚。

### 9月
- 9月1日 - 内務省、初の全国失業状況調査を実施。
- 9月10日 - 文部省、各学校に国体明徴を訓令。

### 10月
- 10月12日 - 犬養毅が政友会総裁に就任。
- 10月15日 - 閣議、全国官吏の一割減俸を決定。
- 10月22日 - 一割減俸に対する官僚の反対運動のため、決定を撤回。
- 10月24日 - ニューヨーク証券取引所で株価が大暴落。世界恐慌の引き金となる（いわゆる「ブラック・サーズデー」）。

### 11月
- 11月1日 - 内務省、全国の失業者30万195人と発表。
- 11月3日 - 光州学生事件。
- 11月21日 - 金解禁昭和4年大蔵省令第27号公布。
- 11月29日 - 私鉄疑獄事件に関連し、小橋一太文部大臣辞任。後任に田中隆三。

### 12月
- 12月8日 - 独テューリンゲン州(de)議会選挙。ナチス党が11パーセントを得票、6名が当選[1][2]。テューリンゲン州はナチス党の政策実験場となる。
- 12月23日 - 第57議会召集。